# Разъезд 18 (Хабаровский край)
18 — разъезд в Амурском районе Хабаровского края. Входит в состав Болоньского сельского поселения.

## География
Разъезд находится в центральной части Хабаровского края, в средней части района, в пределах Среднеамурской низменности у реки Харпи, на железнодорожной линии между посёлком Сельгон и разъездом Хевчен.

## История
Посёлок возник при строительстве на железнодорожной линии Волочаевка II — Комсомольск-на-Амуре (дата открытия 1940 год).

## Население
| 1992 | 2002 | 2010 | 2011 | 2012 | 2021 |
| ---- | ---- | ---- | ---- | ---- | ---- |
| 63   | ↘50  | ↘33  | →33  | ↘32  | ↘9   |

## Инфраструктура
Путевое хозяйство. Действует остановочный пункт разъезд № 18.